# Кшиштоф Скарбек

Варіант гербу Абданк

Кшиштоф Скарбек гербу Абданк (пол. Krzysztof Skarbek, близько 1630 — перед 27 березня 1706) — польський шляхтич, військовик та урядник Речі Посполитої. Батько Львівського латинського арцибіскупа Яна Скарбка. Представник роду Скарбків.

## Життєпис
Син поручника коронного війська Рафала Скарбка та його дружини Ядвіґи з Пясецьких. Походив з гілки роду Скарбків, що осіли в Руському воєводстві.
Служив у війську з 1648 року. Почав політичну кар'єру наприкінці 1660-х. 1676 року був підсудком галицьким. 20 липня 1677 року був висунутий галицькою шляхтою на посаду галицького земського судді. Номінацію від короля Яна III отримав 5 грудня 1677 року в Ґданську. 1681 року отримав посаду підвоєводи краківського та судді жидівського від Анджея Потоцького як поручник його гусарської корогви. У Віденській кампанії брав участь як поручник гусарської корогви нового краківського воєводи Фелікса Потоцького, фактично командував його полком. В 1691 році став галицьким каштеляном. Ймовірно, був тісно пов'язаний з королевичем Константієм Владиславом.
У лютому 1692 року разом з ловчим великим коронним Стефаном Александром Потоцьким командували вдалою обороною Рогатина від нападу татар. У липні 1696 року став каптуровим суддею галицьким. 20 серпня 1698 року брав участь у раді сенату у Львові. Брав участь у битві біля Підгаєць, разом з кам'янецьким каштеляном Нікодемом Жабокліцьким командувавли головними силами, що приєднались до військ польного гетьмана Ф. Потоцького. Під час наради в Яворові 21 вересня 1703 року виступав проти висилання делегації для перемовин з царем Московії.
Був власником маєтності Михальче (Галицька земля), села Румно (Львівська земля), маєтностей у Сандомирському воєводстві. Державив або мав у заставі маєтки Сенявських: Бабухів, Чемеринці, в Перемиській землі — Конюшки, пол. Cieplice. Деякі з них перебували в руках родини з 1620-х років. Після конфлікту у 1690-х з Адамом Сенявським деякі з них були викуплені останнім на межі століть. Також державив Чорнушовичі, Плеників та Стриянець (Перемиська земля, може, був власником), Поручне (Львівська земля). В 1701 році Галицький сеймик просив короля надати йому дідичним правом урочище «Гаврилів Камінь» коло Обертина. Помер перед 27 березня 1706 року, був похований у Латинській катедрі Львова.

### Сім'я
Перша дружина — з Чолганських, діти:
- Владислав,
- Ян,
- Зофія — бенедиктинка Боґуміла, з 1718 року абатиса монастиря Всіх Святих у Львові, померла 1730 року.

Друга дружина — з Ґолинських (†після 22.4.1703), син Антоній.